# Engis
Engis is een plaats en gemeente in de Belgische provincie Luik. De gemeente telt iets meer dan 6.000 inwoners.
Net als Luik heeft Engis te lijden van het afnemend belang van de steenkolenwinning en staalnijverheid. Het centrum, met vele te koop staande woningen en handelspanden, maakt aan het begin van de 21e eeuw een desolate indruk. Nochtans bestaat 66% van de gemeente uit bos- en landbouwgebied, tegen slechts 13% voor industrie. Hermalle-sous-Huy, een van de vier deelgemeenten, bezit bovendien een opmerkelijk architecturaal geheel uit de 17e en 18e eeuw en een kasteel met slotgracht. De in de gemeente gelegen grotten van Lyell en de Rosée zijn opgenomen in het "Buitengewoon erfgoed van Wallonië". Engis telt drie musea op haar grondgebied.

## Geschiedenis

### Neanderthalervondst
Al in 1829 vond Philippe-Charles Schmerling in een grot nabij Awirs, de Grottes d'Engis, de schedel van een neanderthalerkind, maar het belang van de vondst werd niet herkend. Het zou nog een kwart eeuw duren tot de officiële ontdekking van deze vroege mens in het Neandertal te Duitsland (1856).

### Archeologische opgraving
In Thier d'Olne, een heuvel op de rechter Maasoever tegenover Amay, vond in de jaren 1990 een belangrijke archeologische opgraving plaats, waarbij kon worden aangetoond hoe een cultusplaats uit de Merovingische tijd zich in de Karolingische tijd tot een kerkgebouw (mogelijk ook een klooster) kon ontwikkelen.

### Milieuramp van 1930
Engis stond een tijd lang bekend als een van de meeste vervuilde industriële plaatsen van België. De ramp van 1930 bracht het probleem van de industriële vervuiling onder internationale aandacht. Begin december van dat jaar hing er een dichte mist boven Engis en de hele Maasvallei tussen Jemeppe-sur-Meuse en Hoei. Door een temperatuursinversie en de zwakke wind was de mist hardnekkiger dan anders. Na enkele dagen kregen vele bewoners te kampen met ademhalingsproblemen. Op korte tijd stierven een zeventigtal mensen: ouderen en zij die reeds door ziekte waren verzwakt.
In het onderzoek dat volgde werd vastgesteld dat fijnstof, afkomstig van de verbranding van de massaal gebruikte steenkolen in de talrijke fabrieken, de oorzaak van de overlijdens was. De internationale pers sprak van 'de vallei van de dood', 'de zwarte dood' en 'de dodende mist'.
Om de herinnering levend te houden werd bij een herdenking in Engis in 2000 een kunstwerk van Paul Vandersleyen onthuld.

## Kernen

### Deelgemeenten
| # | Naam              | Opp. (km²) | Inwoners (2020) | Inwoners per km² | NIS-code |
| - | ----------------- | ---------- | --------------- | ---------------- | -------- |
| 1 | Engis             | 3,37       | 3.468           | 1.030            | 61080A   |
| 2 | Éhein-Bas         | 3,75       | 124             | 33               | 61080B   |
| 3 | Clermont-sous-Huy | 16,22      | 1.106           | 68               | 61080C   |
| 4 | Hermalle-sous-Huy | 4,41       | 1.511           | 343              | 61080D   |

## Bezienswaardigheden
- De Sint-Pieterskerk (Église Saint-Pierre) was een kerkgebouw uit de 17e en 18e eeuw met een romaanse toren. Deze werd vernield in 1964 waarna een moderne kerk werd gebouwd in beton en baksteen met een open klokkentoren.

## Natuur en landschap
Engis ligt aan de Maas. In de rotswanden zijn grotten te vinden waaronder de Grottes Schmerling waar voor het eerst overblijfselen van Neanderthalers werden gevonden. Vanaf de 18e eeuw werd hier steenkool, aluin en kalksteen gewonnen. Men vindt er de Carrières et Fours à Chaux Dumont-Wauthier, een kalksteengroeve met kalkbranderij. De hoogte aan de kerk bedraagt 72 meter. De hoogte van de rotswanden gaat tot 206 meter.

## Demografische ontwikkeling

### Demografische evolutie voor de fusie
- Bron:NIS - Opm:1831 t/m 1970=volkstellingen op 31 december

### Demografische ontwikkeling van de fusiegemeente
Alle historische gegevens hebben betrekking op de huidige gemeente, inclusief deelgemeenten, zoals ontstaan na de fusie van 1 januari 1977.
- Bronnen:NIS, Opm:1831 tot en met 1981=volkstellingen; 1990 en later= inwonertal op 1 januari

| Inwoners van jaar tot jaar op 1 januari 1992 tot heden | Inwoners van jaar tot jaar op 1 januari 1992 tot heden | Inwoners van jaar tot jaar op 1 januari 1992 tot heden |
| jaar                                                   | Aantal                                                 | Evolutie: 1992=index 100                               |
| ------------------------------------------------------ | ------------------------------------------------------ | ------------------------------------------------------ |
| 1992                                                   | 5.737                                                  | 100,0                                                  |
| 1993                                                   | 5.743                                                  | 100,1                                                  |
| 1994                                                   | 5.770                                                  | 100,6                                                  |
| 1995                                                   | 5.731                                                  | 99,9                                                   |
| 1996                                                   | 5.623                                                  | 98,0                                                   |
| 1997                                                   | 5.656                                                  | 98,6                                                   |
| 1998                                                   | 5.608                                                  | 97,8                                                   |
| 1999                                                   | 5.665                                                  | 98,7                                                   |
| 2000                                                   | 5.689                                                  | 99,2                                                   |
| 2001                                                   | 5.682                                                  | 99,0                                                   |
| 2002                                                   | 5.659                                                  | 98,6                                                   |
| 2003                                                   | 5.686                                                  | 99,1                                                   |
| 2004                                                   | 5.628                                                  | 98,1                                                   |
| 2005                                                   | 5.690                                                  | 99,2                                                   |
| 2006                                                   | 5.686                                                  | 99,1                                                   |
| 2007                                                   | 5.715                                                  | 99,6                                                   |
| 2008                                                   | 5.770                                                  | 100,6                                                  |
| 2009                                                   | 5.781                                                  | 100,8                                                  |
| 2010                                                   | 5.774                                                  | 100,6                                                  |
| 2011                                                   | 5.759                                                  | 100,4                                                  |
| 2012                                                   | 5.809                                                  | 101,3                                                  |
| 2013                                                   | 5.882                                                  | 102,5                                                  |
| 2014                                                   | 5.952                                                  | 103,7                                                  |
| 2015                                                   | 5.982                                                  | 104,3                                                  |
| 2016                                                   | 6.018                                                  | 104,9                                                  |
| 2017                                                   | 6.050                                                  | 105,5                                                  |
| 2018                                                   | 6.122                                                  | 106,7                                                  |
| 2019                                                   | 6.138                                                  | 107,0                                                  |
| 2020                                                   | 6.209                                                  | 108,2                                                  |
| 2021                                                   | 6.207                                                  | 108,2                                                  |
| 2022                                                   | 6.269                                                  | 109,3                                                  |
| 2023                                                   | 6.310                                                  | 110,0                                                  |
| 2024                                                   | 6.296                                                  | 109,7                                                  |
| 2025                                                   | 6.391                                                  | 111,4                                                  |

## Politiek

### Burgemeesters
- 1977-2002 Victor Albert
- 2003-2024 Serge Manzato
- 2024-heden: Marc Voué

### Resultaten gemeenteraadsverkiezingen sinds 1976
| Partij                                 | 10-10-1976 | 10-10-1976 | 10-10-1982 | 10-10-1982 | 9-10-1988 | 9-10-1988 | 9-10-1994 | 9-10-1994 | 8-10-2000 | 8-10-2000 | 8-10-2006 | 8-10-2006 | 14-10-2012 | 14-10-2012 | 14-10-2018 | 14-10-2018 | 13-10-2024 | 13-10-2024 |
| Stemmen / Zetels                       | %          | 17         | %          | 17         | %         | 17        | %         | 17        | %         | 17        | %         | 17        | %          | 17         | %          | 17         | %          | 17         |
| -------------------------------------- | ---------- | ---------- | ---------- | ---------- | --------- | --------- | --------- | --------- | --------- | --------- | --------- | --------- | ---------- | ---------- | ---------- | ---------- | ---------- | ---------- |
| PS1 / EngiSolidair2 / Engis Solidaire3 | 57,971     | 11         | 61,951     | 11         | 62,291    | 12        | 49,211    | 9         | 52,281    | 11        | 70,031    | 13        | 66,751     | 13         | 47,732     | 11         | 31,113     | 6          |
| COHEsion                               | -          |            | -          |            | -         |           | -         |           | -         |           | -         |           | -          |            | -          |            | 51,15      | 10         |
| MCER1 / RenouveauB                     | -          |            | -          |            | -         |           | -         |           | -         |           | -         |           | -          |            | 11,621     | 1          | 11,89B     | 1          |
| ECOLO1 / EnsembleA/ RenouveauB         | -          |            | -          |            | -         |           | 27,471    | 4         | 23,231    | 4         | 29,97A    | 4         | -          |            | 17,571     | 3          | 11,89B     | 1          |
| IC1 / PSC2 / EnsembleA / cdH3 / E+B    | 35,951     | 6          | 33,621     | 6          | 24,332    | 4         | 23,322    | 4         | 12,242    | 1         | 29,97A    | 4         | 15,273     | 2          | 11,54B     | 1          | -          |            |
| PRL-MCC1 / EnsembleA / MR2 / E+B       | -          |            | -          |            | -         |           | -         |           | 12,241    | 1         | 29,97A    | 4         | 17,992     | 2          | 11,54B     | 1          | -          |            |
| PDC                                    | 6,07       | 0          | -          |            | -         |           | -         |           | -         |           | -         |           | -          |            | -          |            | -          |            |
| PCB                                    | -          |            | 4,43       | 0          | -         |           | -         |           | -         |           | -         |           | -          |            | -          |            | -          |            |
| RCE                                    | -          |            | -          |            | 13,37     | 1         | -         |           | -         |           | -         |           | -          |            | -          |            | -          |            |
| Ensemble                               | -          |            | -          |            | -         |           | -         |           | -         |           | 29,97     | 4         | -          |            | -          |            | -          |            |
| Parti Social1/ No Pollution2           | -          |            | -          |            | -         |           | -         |           | -         |           | -         |           | -          |            | 11,541     | 1          | 5,862      | 0          |
| Totaal stemmen                         | 3685       | 3685       | 3801       | 3801       | 3806      | 3806      | 3725      | 3725      | 3791      | 3791      | 3845      | 3845      | 3697       | 3697       | 4052       | 4052       | 4018       | 4018       |
| Opkomst %                              |            |            |            |            | 94,98     | 94,98     | 93,66     | 93,66     | 92,6      | 92,6      | 93,33     | 93,33     | 87,30      | 87,30      | 89,15      | 89,15      | 84,88      | 84,88      |
| Blanco en ongeldig %                   | 3,01       | 3,01       | 4,45       | 4,45       | 6,49      | 6,49      | 6,28      | 6,28      | 7,36      | 7,36      | 7,75      | 7,75      | 8,41       | 8,41       | 10,81      | 10,81      | 8,71       | 8,71       |

## Geboren in Engis
- Henri III van Hermalle (?-1325), heer van Hermalle, hoofd van de Waroux in de Awans- en Warouxoorlog
- Jean-Gilles Jacob (1714-1781), architect in Hermalle-sous-Huy geboren
- Francis Baudouin (1945], schrijver
- Mady Andrien (1941), beeldhouwster
- Jean-Pierre Dardenne (1951), filmregisseur
- Jean-Luc Delvaux (1970), striptekenaar

## Foto's

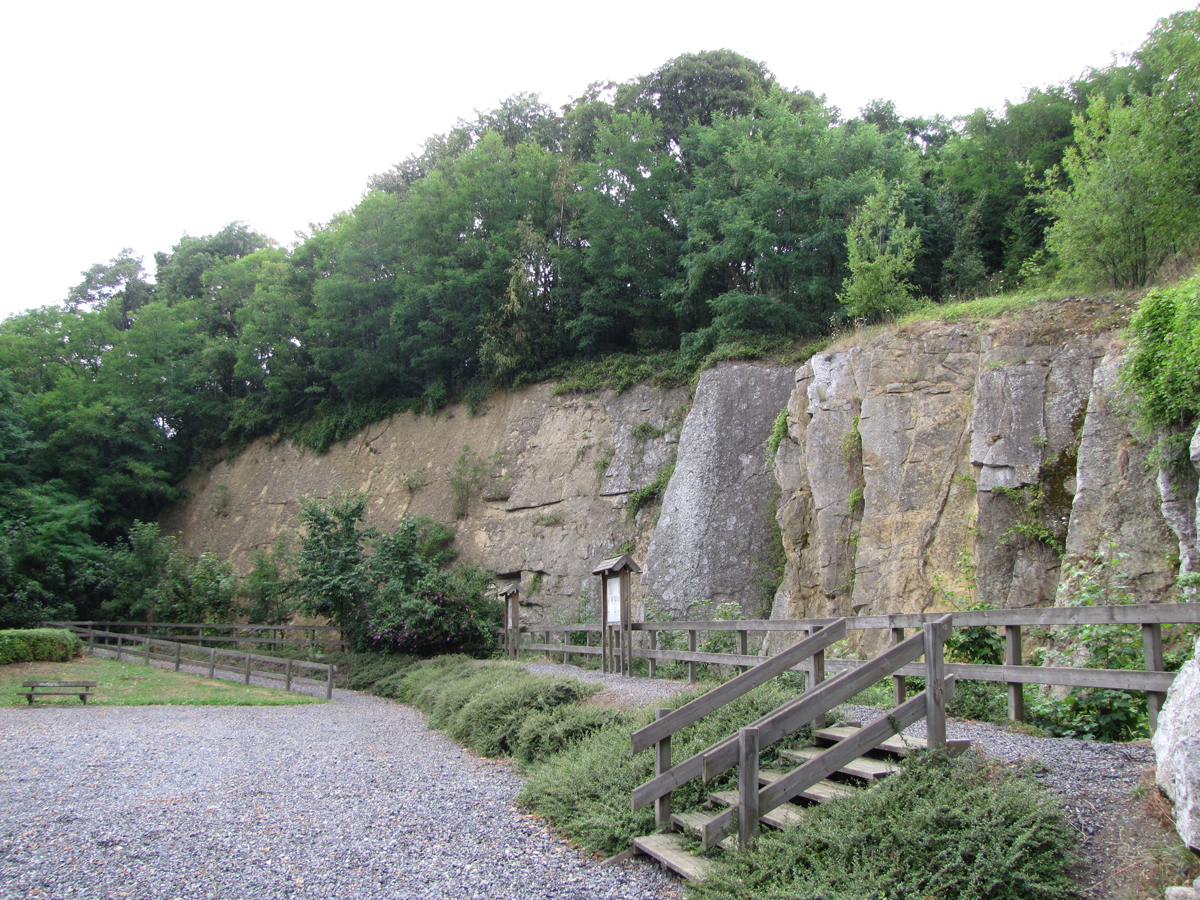
Rest van een koraalrif in Engis
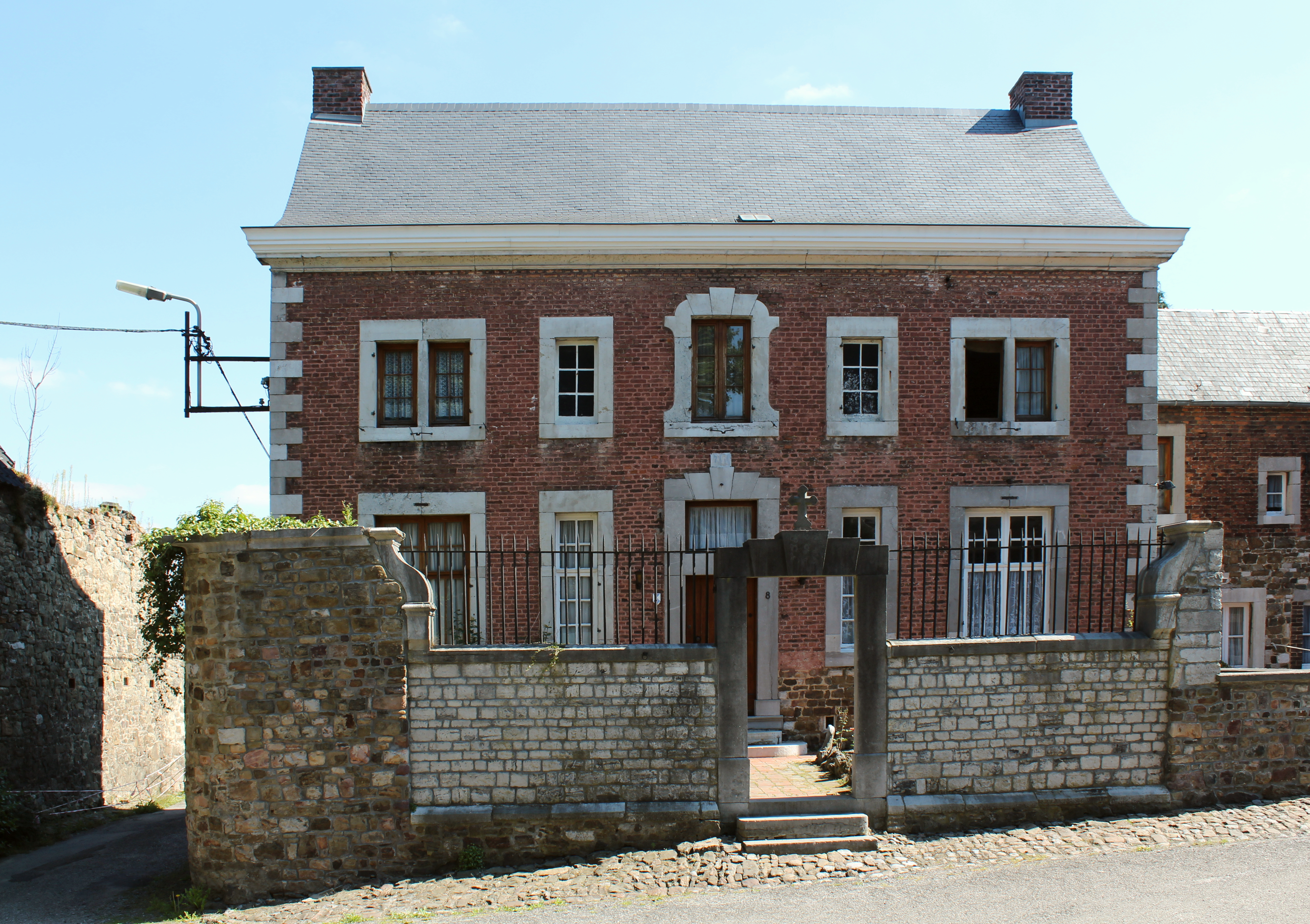
Geboortehuis van Jean-Gilles Jacob in Hermalle-sous-Huy
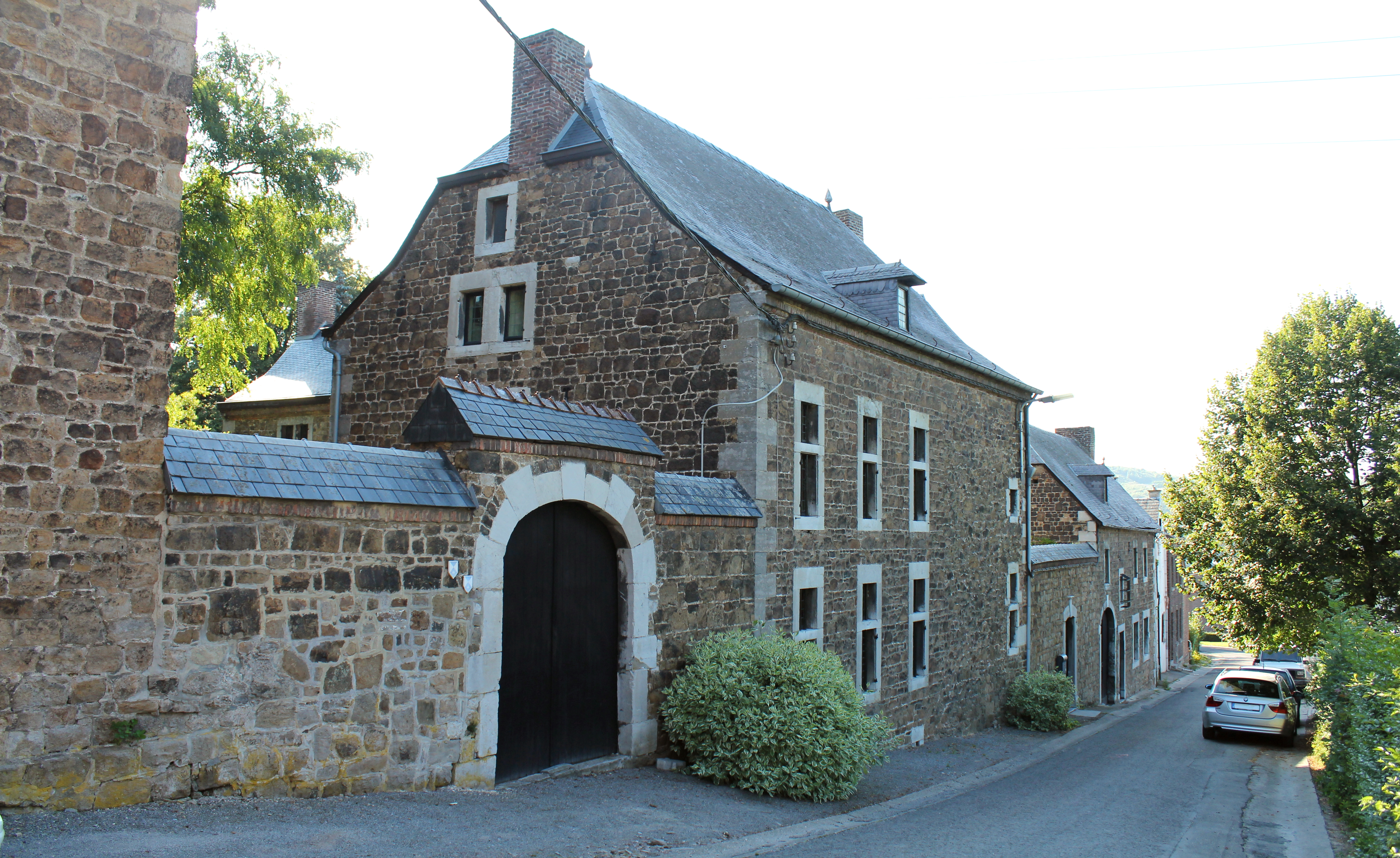
Maison Héna in Hermalle-sous-Huy
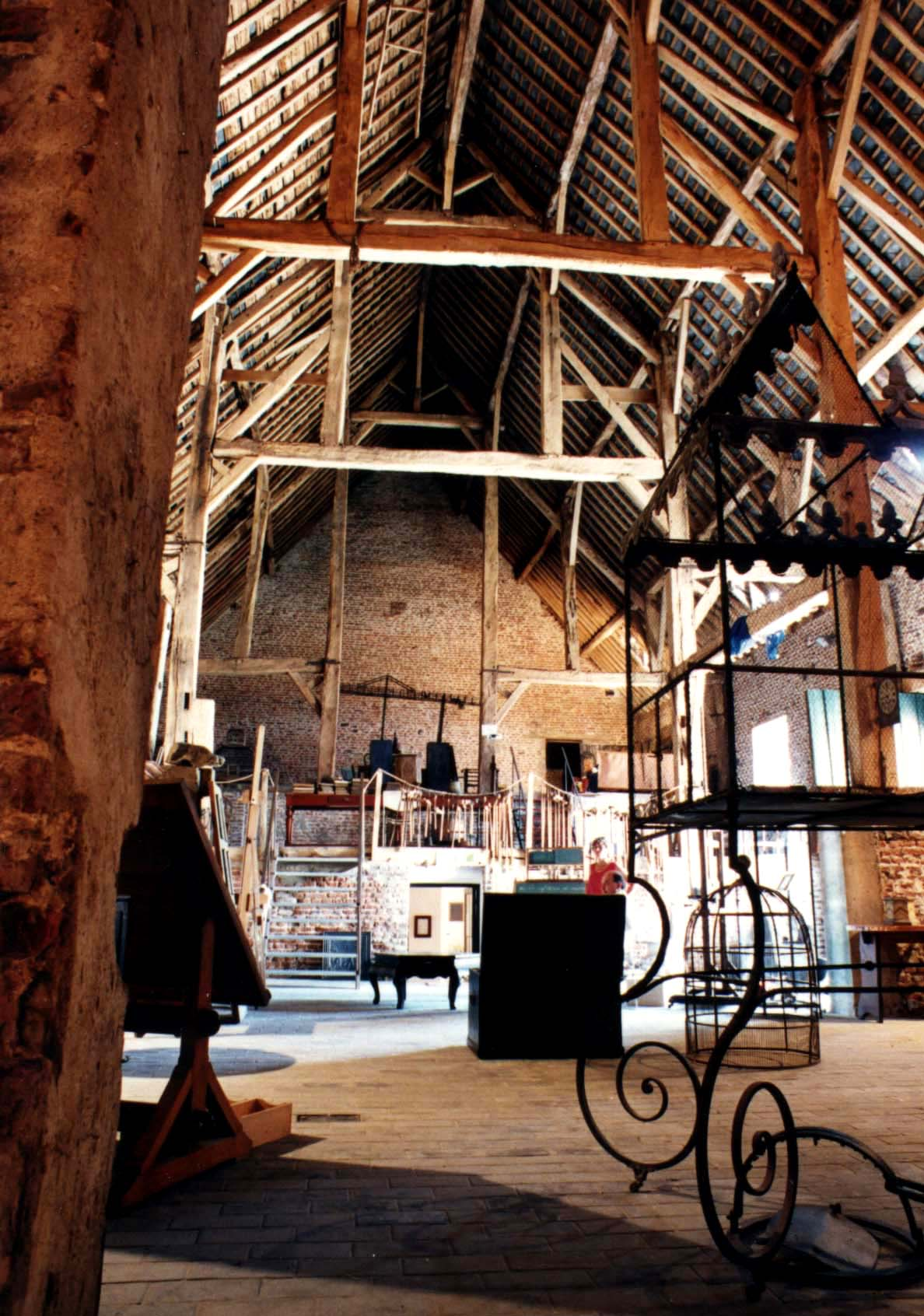
Schuur van de Ferme castrale van Hermalle-sous-Huy
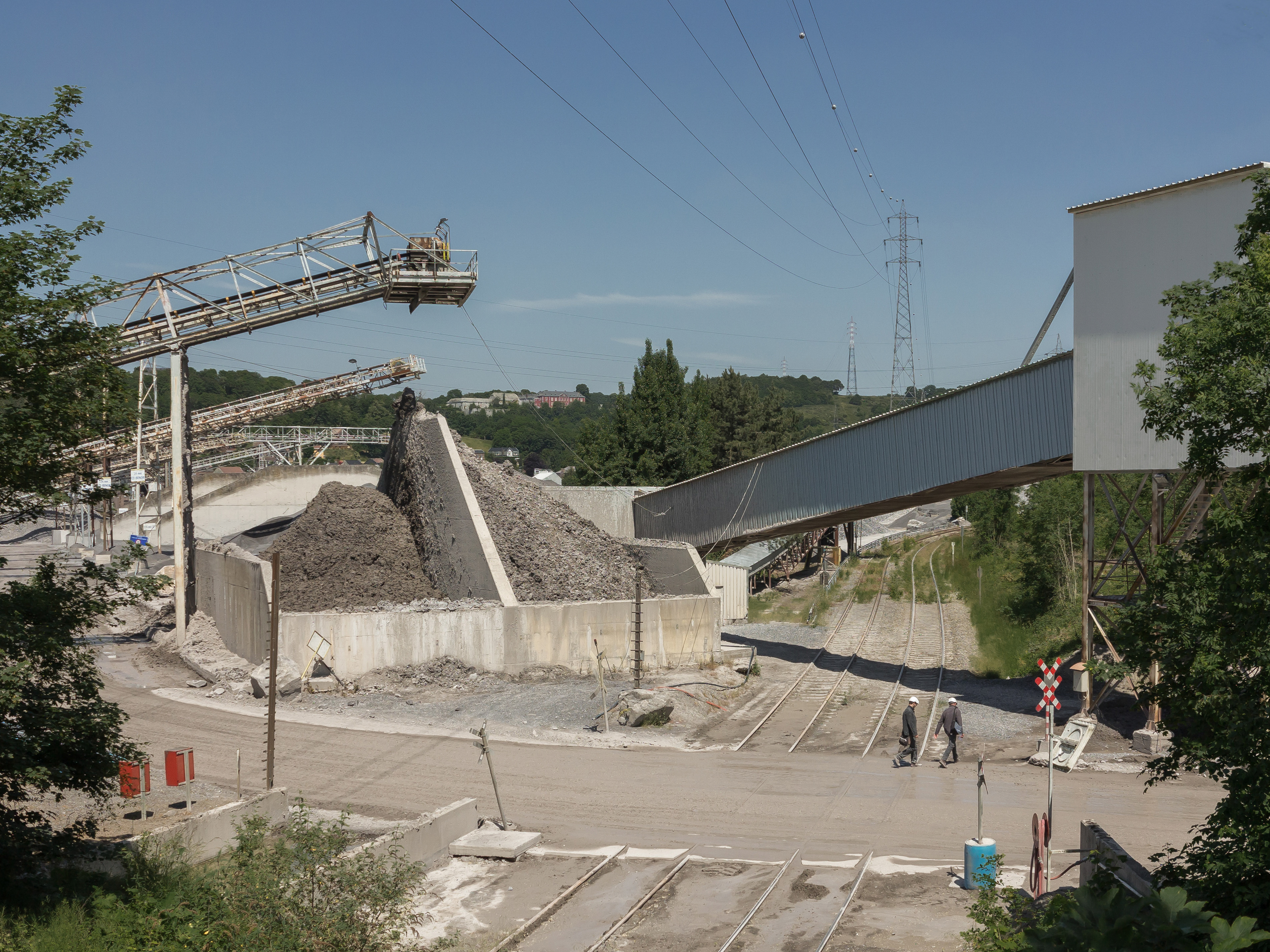
Industrieterrein: Parc industriel à la Mégarnie
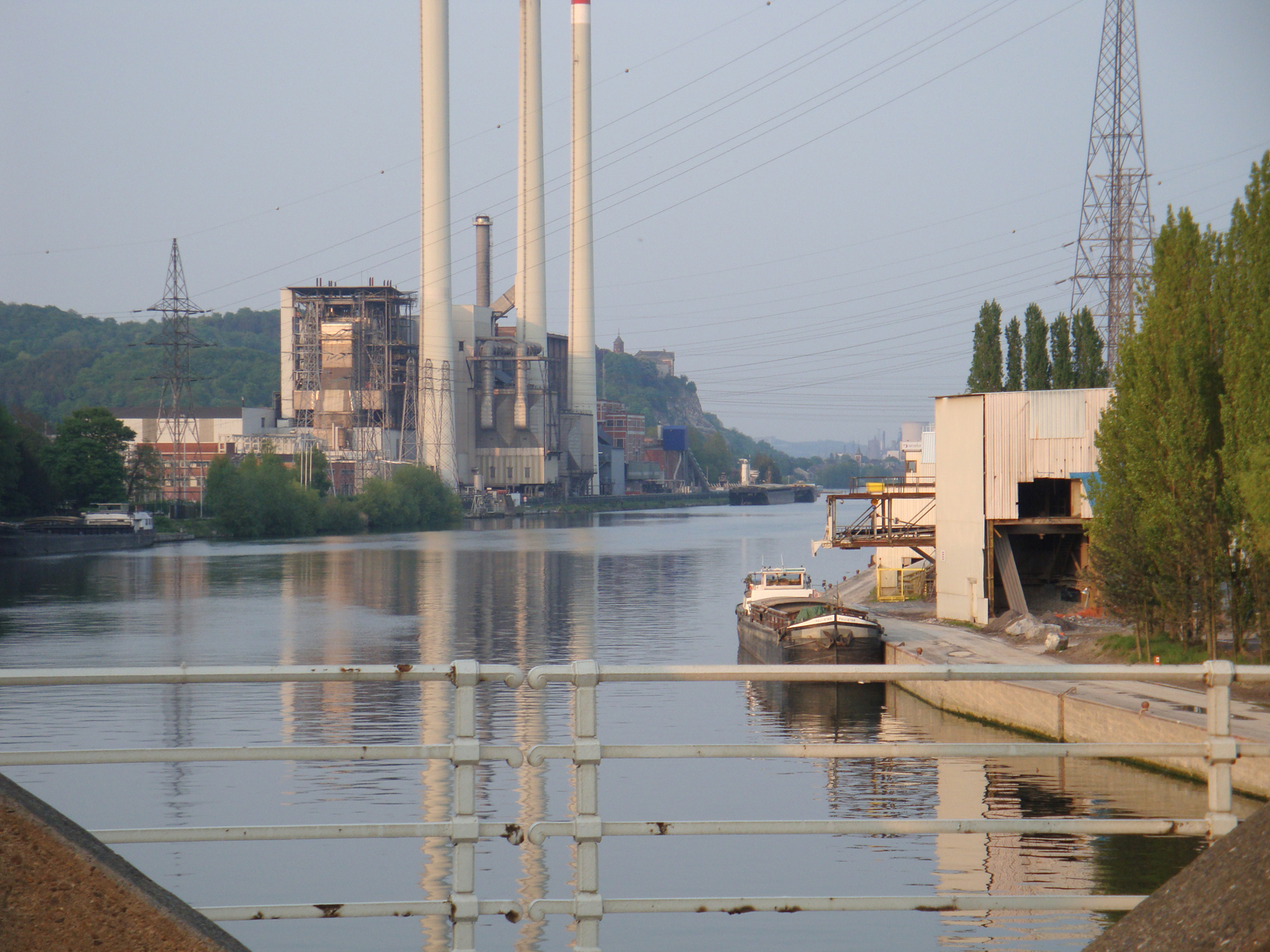
Elektriciteitscentrale van Engis

## Nabijgelegen kernen
Warfusée, Awirs, Chokier, Ramioul, Clermont-sous-Huy, La Mallieule

## Besienswaardigheden
- Grot Lyell
- Grot de Rosée